# Aspiromitus allionii
Aspiromitus allionii là một loài rêu trong họ Anthocerotaceae. Loài này được Stephani mô tả khoa học đầu tiên năm 1915. Danh pháp khoa học của loài này chưa được làm sáng tỏ. 